# ペプロス

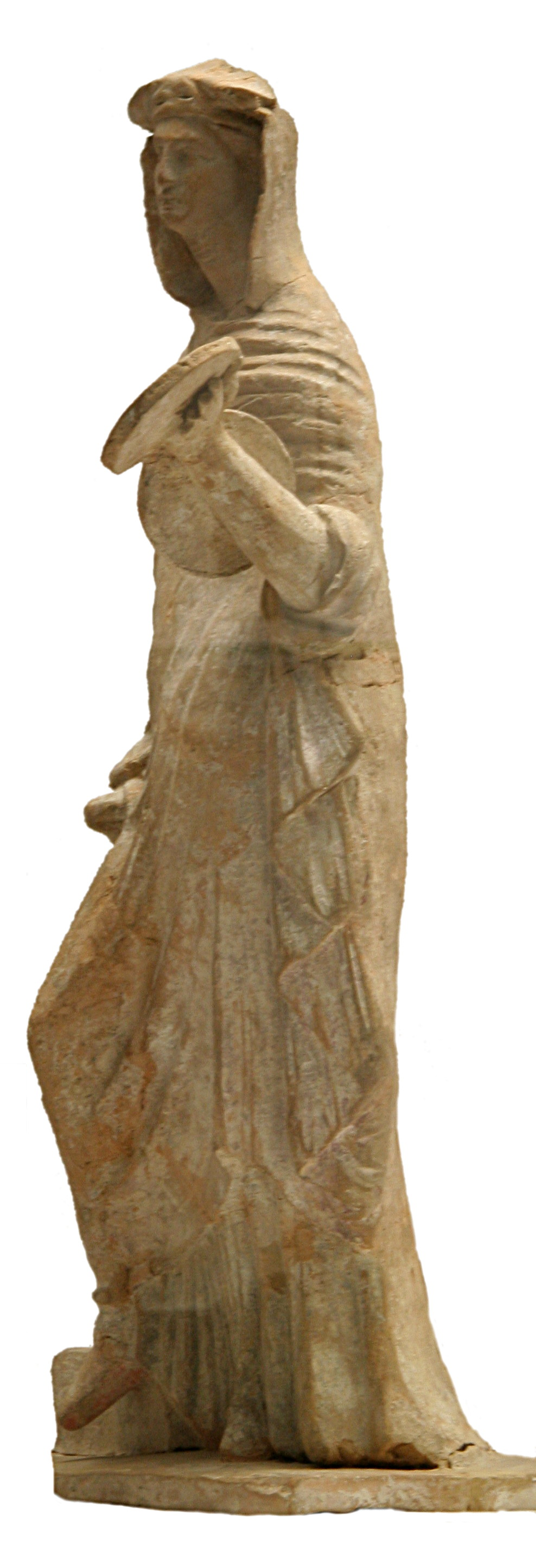
ペプロスを着用した女性の像（紀元前2世紀）

ペプロス (古希: πέπλος peplos) とは、古代ギリシアの女性が着用していた長衣のこと。
紀元前6世紀ごろからドーリア人の女性に着られたものが元になっており、初期は厚ぼったい粗末な毛織物で作られた。後に薄い織り物へと変わり、ゆるやかに体の線を浮かびあがらせて着用するようになる。
仕立てが同じで亜麻で作ったものはドーリア式キトンとも呼ぶが、本稿では区別せず扱う。

## 概要
一枚の長方形の布の上辺を外側に折り返し、二つに折った間に体を挟んで両肩をフィビュールと呼ばれるピンで留めたもの。踝丈になるようにたくしあげてから、腰を帯で締めて着つけた。狩猟やスポーツを行う場合は、膝上までたくしあげた上で胸下にも帯を締めて着つけた様子がスパルタ女性の風俗に見える。後に、亜麻でできたという意味の名をもつ優美なキトンがギリシア全土を席巻しても、スパルタ女性はウールのペプロスを着ていた。
古い時代のものは、腰から上が縫われないままのものが多かったが、後に脇をすべて縫い閉じるものが主流になる。
色は多くが白で、高級な物には縁に線条が入ることもある。また、暁の女神エーオースの修飾語にクロコペプロス（サフラン色のペプロス）とあるように、身分の高い女性の中には様々に染色や刺繍を施す者もいた。
腰のたるませた部分をコルポス (kolpos)、折り返した部分をアポティグマ (apotygma) という。外出時には背の部分のアポティグマを頭にかぶってベールのようにすることもあった。
また、外出時の外套としてヒマティオンという毛織の大きな長方形の布で体を覆う。また、イオニア式キトンの上にペプロスを重ねることもあった。
ギリシアでは機織りは奴隷の労働ではなく、庶民から貴婦人まで家庭の婦人が当然行う作業と考えられていた。ギリシア人に非常に尊敬された女神であるアテナも機織りを得意としている。アテナ神の祭祀であるパナテナイア祭では、アテナ神像へ少女たちが九か月がかりで織ったペプロスを捧げる儀式があった。
後に、キトンと併せてストーラと呼ばれて、ローマ女性にも着られるようになる。